# اشبروک پارک (کارولینای شمالی)
اشبروک پارک (به انگلیسی: Ashebrook Park) یک منطقهٔ مسکونی در ایالات متحده آمریکا است که در شهرستان گاستون، کارولینای شمالی واقع شده‌است. اشبروک پارک ۲۶۳ متر بالاتر از سطح دریا واقع شده‌است.